# Wilhelm I. von Limburg-Broich
Wilhelm I. von Limburg-Broich (* 1385; † 28. Februar 1459) war ein deutscher Adliger, durch Abstammung und Erbe regierender Graf von Limburg und Herr zu Broich und Liedberg.

## Abstammung
Graf Wilhelm kam im Jahr 1385 als erstgeborener Sohn des Grafen Dietrich IV. von Limburg (* um 1330; † 8. Juli 1400) und dessen Ehefrau Lukardis von Broich († 1412) zur Welt.

## Leben

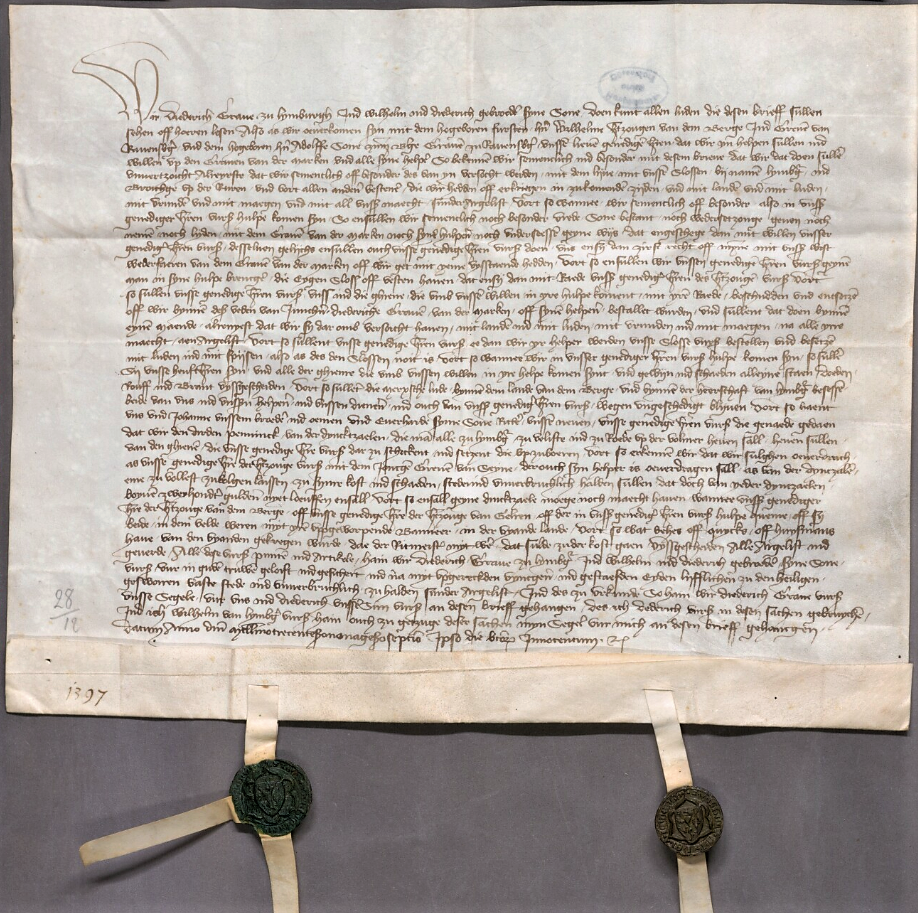
Urkunde von Dietrich und Wilhelm von Limburg aus dem Jahr 1396

Ende des Jahres 1396 schloss Herzog Wilhelm II. von Berg mit Graf Wilhelm I. von Limburg, seinem Bruder Dietrich V. und dem Vater Dietrich IV. einen Vertrag ab, der sie verpflichtete, dem Herzog bei dem bevorstehenden Krieg mit Graf Dietrich II. von der Mark beizustehen. Der Herzog machte hierbei auch von seinem Öffnungsrecht über die Burgen Broich und Limburg Gebrauch. Bei der nun folgenden Schlacht von Kleverhamm am 7. Juni 1397 unterlag der Vater und wurde gefangen genommen, worauf er ein hohes Lösegeld zahlen und Urfehde schwören musste. Daraufhin überließ Dietrich IV. am 30. Juni 1397 dem erstgeborenen Sohn Wilhelm I. die Herrschaft Broich. Nach dem Tod des Vaters im Jahr 1400 erbte er zusammen mit seinem Bruder Dietrich V. die Grafschaft Limburg und das Haus Vitinghof, musste sich jedoch auch Broich mit ihm teilen. Am 16. November 1401 wurden sie dann beide von Herzog Wilhelm II. von Berg mit Limburg und Broich belehnt.
Am 4. Dezember 1412 kam es zu einer Erbteilung zwischen den Brüdern, wobei Wilhelm die Grafschaft Limburg fortan alleine regieren sollte, seinen Teil der Herrschaft Broich erhielt seine Frau Mechthild als Wittum. Als diese jedoch 1437 verstarb, verzichtete Wilhelm zu Gunsten seines Bruders Dietrich ganz auf Broich.
1428 siegelte er als Zeuge die Eheberedung zwischen Wilhelm II. von Wevelinghoven und Alfter, Erbmarschall des Stiftes Köln, und Johanna von Hüchelhoven, Witwe des Ritters Wilhelm von Vlatten. Mit Herzog Philipp III. von Burgund, der 1430 die Herrschaft in den Herzogtümern Brabant und Limburg übernommen hatte, zu denen die benachbarte (verpfändete) Exklave Kerpen gehörte, und seinen brabantischen Untertanen in einem Teil der Herrschaft Bedburg trug er „mit großem Gewinn“ (mangna lucracio) Streitigkeiten aus. 1432 machte ihm der Graf von Virneburg die Herrschaft Bedburg streitig.
Um 1440 befreite „Domicellus Wilhelmus, dominus in Lymburch“ die in Rommerskirchen gelegenen Güter der Vikarie von St. Aposteln von allen Lasten. 1441 wird er als „Herr zu Bedburg“ und Lehnsherr des „Hauses zum Löwen“ in der Kölner Ehrenstraße erwähnt. Am 23. März 1442 übertrug Graf Wilhelm seiner Tochter Margarethe und deren Ehemann Gumprecht die Grafschaft Limburg mit allem Zubehör und allen Rechten.

## Besitzer der „Dyckschen Handschrift“
Nach einer um 1430 angebrachten Notiz war Wilhelm I. von Limburg, Herr zu Bedburg, Vorbesitzer der sogenannten „Dyckschen Handschrift“ (entstanden um 1375 bei Utrecht), die Der naturen bloeme von Jacob van Maerlant und eine der beiden einzigen erhaltenen mittelalterlichen Handschriften des Van den vos Reynaerde (Reineke Fuchs) von „Willem“ enthält. Sie gelangte über Wilhelms Tochter Margarethe und seine Enkelin Philippina von Neuenahr an die Familie Salm-Reifferscheid-Dyck und befindet sich seit 1991 im Besitz der Universitäts- und Landesbibliothek Münster (Ms N.R. 381).

## Ehe und Nachkommen
Graf Wilhelm war vor 1397 verheiratet mit Mechthild (Metze) von Reifferscheidt († 1437), Erbin von Bedburg und Hackenbroich, und hatte folgende Nachkommen:
- Margarethe († 1479)

⚭ 1425 Graf Gumprecht II. von Neuenahr († 9. März 1484)
- Dietrich